# Сомборски округ
Сомборски округ (немачки: Bezirk Zombor) је био један од пет округа Војводства Србије и Тамишког Баната (крунске области Аустријског царства) између 1850. и 1860. године. Управни центар округа био је Сомбор.

## Историја
Војводство Србија и Тамишки Банат формирано је 1849. године и првобитно је подељено на три округа: Бачко-торонталски, Темишварско-крашовски и Сремски. 1850. године је војводство подељено на пет округа, а подручје некадашњег Бачко-торонталског округа је подељено између Сомборског, Новосадског, Бечкеречког и Темишварског округа.
1860. године укинути су и Војводство Србија и Тамишки Банат и његови окрузи, а територија Сомборског округа је тада укључена у оквир Бачко-бодрошке жупаније (у саставу аустријске Краљевине Угарске).

## Географија
Сомборски округ је укључивао северни део Бачке. Граничио се са Новосадским округом на југу, Бечкеречким округом на истоку, аустријском Краљевином Славонијом на југозападу и аустријском Краљевином Угарском на северозападу.

## Демографија
По попису из 1850. године, округ је имао 376.366 становника, од чега:
- Мађара = 160.016 (42,52%)
- Немаца = 103.886 (27,6%)
- Буњеваца = 53.908 (14,32%)
- Срба = 40.054 (10,64%)
- Јевреја = 7.830 (2,08%)

## Градови
Најважнији градови у округу:
- Ада
- Алмаш
- Апатин
- Баја
- Бачка Топола
- Јанковац
- Кула
- Сента
- Сомбор
- Стара Кањижа
- Суботица

Изузев Баје, Алмаша и Јанковца који се данас налазе у Мађарској, сви поменути градови су данас у саставу Србије.